# Nanne Grönvall
Nanne Grönvall, pseudonimo di Marianne Elisabeth Nordqvist (Stoccolma, 18 maggio 1962), è una cantante svedese.

## Carriera
Negli anni '80 ha fatto parte di un gruppo chiamato Sound of Music, con cui ha partecipato al Melodifestivalen in due occasioni (1986 e 1987).
Dal 1991 al 1997 ha fatto parte del gruppo One More Time, che ha partecipato all'Eurovision Song Contest 1996 con il brano Den vilda, classificandosi al terzo posto.
Nel 1998 ha partecipato al Melodifestivalen, gara che determina il concorrente svedese dell'Eurovision Song Contest. Nel 2001 ha preso parte alla competizione Making Your Mind Up, che invece riguarda il rappresentante del Regno Unito all'Eurovision Song Contest. In questa seconda occasione ha presentato il brano Men, scritto da Kimberley Rew (Katrina and the Waves).
Nel 2003, nel 2005 e nel 2007 ha fatto ritorno al Melodifestivalen rispettivamente con i brani Evig kärlek, Håll om mig e Jag måste kyssa dig.
È moglie di Peter Gronvall figlio di Benny Andersson.

## Discografia
Solista
- 1998 - Cirkus homo sapiens
- 2001 - Alla mina ansikten
- 2005 - 20 år med Nanne
- 2005 - Alltid på väg
- 2007 - Jag måste kyssa dig
- 2010 - En rastlös själ
- 2011 - My Rock Favourites
- 2014 - Drama Queen

Sound of Music
- 1986 - Sound Of Music
- 1987 - Sound Of Music II

One More Time
- 1992 - Highland
- 1994 - One More Time
- 1996 - Den vilda
- 1997 - Living In A Dream